# خاطراتی برای بچه‌هایم
خاطراتی برای بچه‌هایم (مجاری: Napló gyermekeimnek) یک فیلم به کارگردانی مارتا میساروش است که در سال ۱۹۸۴ منتشر شد. این فیلم در سی و هفتمین جشنواره فیلم کن برنده جایزه بزرگ شده است.